# Бровары (село)
Бровары (укр. Броварі) — село в Бучачской городской общине Чортковского района Тернопольской области Украини.
До 2020 года входило в Бучачский район.
Код КОАТУУ — 6121288402. Население по переписи 2001 года составляло 362 человека.

## Географическое положение
Село Бровары находится на берегу реки Язловчик, которая через 1 км впадает в реку Ольховец,
выше по течению примыкает село Предместье,
ниже по течению примыкает село Язловец.

## История
- Село известно с XVIII века.